# Чемпіонат світу з біатлону 2009
45-й чемпіонат світу з біатлону проходив у Пхьончхані, Південна Корея, з 13 лютого по 22 лютого 2009 року.
До програми чемпіонату входило 11 змагань із окремих дисциплін: спринту, переслідування, індивідуальної гонки, мас-старту та естафет — жіночої, чоловічої і змішаної. Результати всіх гонок враховувалися в залік Кубка світу з біатлону 2008-09.

## Розклад
У таблиці приведено розклад змагань. Час подано за UTC+5.
| Дата      | Час           | Чоловіки         | Жінки            |
| --------- | ------------- | ---------------- | ---------------- |
| 14 лютого | 10:15 / 07:45 | спринт           | спринт           |
| 15 лютого | 10:15 / 08:00 | персьют          | персьют          |
| 17 лютого | 05:15         | індивідуальна    |                  |
| 18 лютого | 09:15         |                  | індивідуальна    |
| 19 лютого | 09:15         | змішана естафета | змішана естафета |
| 21 лютого | 08:15/10:15   | мас-старт        | естафета         |
| 22 лютого | 10:15/08:00   | естафета         | мас-старт        |

## Медалісти та призери

### Чоловіки
| Дисципліна                 | Золото                                                                          | Золото             | Срібло                                                                | Срібло             | Бронза                                                           | Бронза             |
| Індивідуальна гонка, 20 км | Уле-Ейнар Б'єрндален Норвегія                                                   | 52:28.0 (0+0+2+1)  | Крістоф Штефан Німеччина                                              | 49:09.9 (0+0+0+0)  | Яков Фак Хорватія                                                | 49:15.4 (0+0+0+1)  |
| Спринт 10 км               | Уле-Ейнар Б'єрндален Норвегія                                                   | 24:16.5 (1+1)      | Ларс Бергер Норвегія                                                  | 24:17.7 (1+1)      | Халвар Ханевольд Норвегія                                        | 24:29.0 (0+0)      |
| Персьют 12,5 км            | Уле-Ейнар Б'єрндален Норвегія                                                   | 31:46.79 (0+2+0+2) | Максим Чудов Росія                                                    | 32:28.45 (0+0+1+2) | Александер Ус Норвегія                                           | 32:39.53 (0+0+2+1) |
| Мас-старт 15 км            | Домінік Ландертінгер Австрія                                                    | 38:32.58 (2+0+0+1) | Кристоф Зуман Австрія                                                 | 38:41.40 (2+0+0+1) | Іван Черезов Росія                                               | 38:57.0 (2+0+0+0)  |
| Естафета 4 x 7,5 км        | Норвегія Еміль Хегле Свендсен Ларс Бергер Халвар Ханевольд Уле-Ейнар Б'єрндален | 1:08:04.12         | Австрія Даніель Мезотіч Сімон Едер Домінік Ландертінгер Кристоф Зуман | 1:08:16.71         | Німеччина Міхаель Рьош Крістоф Штефан Арнд Пайффер Міхаель Грайс | 1:08:36.84         |

### Жінки
| Дисципліна          | Золото                                                               | Золото             | Срібло                                                               | Срібло             | Бронза                                                      | Бронза             |
| Індивідуальна 15 км | Каті Вільгельм Німеччина                                             | 44:03.1 (0+1+0+0)  | Тея Грегорін Словенія                                                | 44:42.6 (0+0+0+1)  | Тура Бергер Норвегія                                        | 44:49.6 (0+0+0+1)  |
| Спринт 7,5 км       | Каті Вільгельм Німеччина                                             | 21:11.1 (0+0)      | Сімона Хаусвальд Німеччина                                           | 21:21.0 (0+0)      | Ольга Зайцева Росія                                         | 21:38.2 (0+0)      |
| Персьют 10 км       | Гелена Екгольм Швеція                                                | 34:12.39 (2+0+0+0) | Каті Вільгельм Німеччина                                             | 34:30.60 (1+1+3+1) | Ольга Зайцева Росія                                         | 34:36.43 (0+1+3+2) |
| Мас-старт 12,5 км   | Ольга Зайцева Росія                                                  | 34:18.34 (0+0+1+1) | Анастасія Кузьміна Словаччина                                        | 34:25.84 (0+0+1+1) | Гелена Екгольм Швеція                                       | 34:30.61 (0+0+1+1) |
| Естафета 4 x 6 км   | Росія Світлана Слєпцова Анна Булигіна Ольга Медведцева Ольга Зайцева | 1:13:12.90         | Німеччина Мартіна Бек Маґдалена Нойнер Андреа Генкель Каті Вільгельм | 1:14:28.07         | Франція Марі Лор Брюне Сільві Бекар Марі Дорен Сандрін Байї | 1:14:40.46         |

### Змішана естафета
| Дисципліна                             | Золото                                                 | Золото     | Срібло                                                                  | Срібло     | Бронза                                                     | Бронза     |
| Змішана естафета 2 x 6 км + 2 x 7,5 км | Марі-Лор Брюне Сільві Бекар Венсан Дефран Сімон Фуркад | 1:10:30.08 | Гелена Екгольм Анна-Карін Улофсон-Зідек Девід Екгольм Карл Юхан Бергман | 1:10:36.25 | Андреа Хенкель Сімона Хаусвальд Арнд Пайффер Міхаель Грайс | 1:10:39.04 |

## Таблиця медалей
| Місце  | Країна     | Золото | Срібло | Бронза | Загалом |
| ------ | ---------- | ------ | ------ | ------ | ------- |
| 1      | Норвегія   | 4      | 1      | 3      | 8       |
| 2      | Німеччина  | 2      | 4      | 2      | 8       |
| 3      | Росія      | 2      | 1      | 3      | 6       |
| 4      | Австрія    | 1      | 2      | 0      | 3       |
| 5      | Швеція     | 1      | 1      | 1      | 3       |
| 6      | Франція    | 1      | 0      | 1      | 2       |
| 7      | Словенія   | 0      | 1      | 0      | 1       |
| 7      | Словаччина | 0      | 1      | 0      | 1       |
| 9      | Хорватія   | 0      | 0      | 1      | 1       |
| Всього | Всього     | 11     | 11     | 11     | 33      |

## Країни-учасниці
У чемпіонаті світу взяли участь біатлоністи із 39 країн.
| - Аргентина - Австралія - Австрія - Греція - Білорусь - Болгарія - Канада - КНР - Хорватія - Нідерланди | - Чехія - Естонія - Фінляндія - Франція - Німеччина - Велика Британія - Гренландія - Угорщина - Італія - Японія | - Казахстан - Латвія - Литва - Північна Македонія - Молдова - Нова Зеландія - Норвегія - Польща - Румунія - Росія | - Сербія - Словаччина - Словенія - Південна Корея - Іспанія - Швеція - Швейцарія - Україна - США |